# Jakob Broglin
Jakob Broglin (alternative Schreibweisen: Bröglin, Proglin, Pruglin; * um 1395 vermutlich in Esslingen; † um 1435 vermutlich in Pforzheim) war Münzmeister, Steuereintreiber und Gesandter der Markgrafen Bernhard und Jakob von Baden sowie königlicher Münzmeister unter Kaiser Sigismund.
Broglin stammte vermutlich aus Esslingen, möglicherweise aber auch aus Zürich. Seine Frau hieß Anna. Er war von 1414 bis zu seinem Tod Münzmeister der markgräflichen Münzstätte in Pforzheim. Von 1418 bis 1423 war er außerdem königlicher Münzmeister an den Reichsmünzstätten in Frankfurt und Nördlingen. Sein Teilhaber war bis 1421 Vois von der Winterbach und danach Peter Gatz aus Basel.
Als königlicher Münzmeister nahm er die 1403 eingestellte Herstellung von Goldgulden wieder auf. Er war auch für die an die Münzstätte angeschlossene Wechselstube verantwortlich. Von der Gerichtsbarkeit der Stadt Frankfurt war er freigestellt. Er musste für jede vermünzte Mark Gold einen halben Gulden als Schlagschatz an den König abführen und außerdem dem Markgrafen Bernhard von Baden jährlich 300 Gulden Schutzgeld geben. Dennoch war die Leitung der Münzstätte offenbar ein einträgliches Geschäft, denn er kaufte dem Markgrafen mehrere Landgüter ab und lieh auch dem König größere Beträge.
Konflikte ergaben sich mit der Stadt Frankfurt und mit Kurmainz. König Sigismund hatte verfügt, dass Broglin auch Silbermünzen prägen sollte, und zwar Turnosen, Schillinge und Heller. Da die Stadt Frankfurt eine Beeinträchtigung ihrer Münzhoheit fürchtete, verhinderte sie die Silbermünzenprägung, indem sie die bereits fertiggestellten Münzstempel konfiszierte. Kurerzbischof Konrad von Mainz begehrte gegen das Wechselmonopol Broglins auf, welches aber die Stadt Frankfurt auf Intervention Markgraf Bernhards durchsetzte. In der Folge ließ Konrad verbreiten, Broglins Goldgulden seien zu leicht. Bernhard nahm seinen Münzmeister vor diesen Vorwürfen in Schutz, konnte aber nicht verhindern, dass Konrad dem Münzmeister die Prägestempel wegnahm und damit die königliche Münzstätte ab 1422 praktisch stilllegte.
Da Broglin somit nicht in Frankfurt gebunden war, beauftragte ihn Bernhard mit der Eintreibung von Steuern. Sigismund hatte 1422 verfügt, dass die Juden ein Drittel ihres Vermögens abgeben müssen, um den Kampf des Königs gegen die Hussiten zu finanzieren. Mit dem Inkasso im Gebiet vom Bodensee bis Köln beauftragte er Bernhard, der den Auftrag wiederum an Broglin weiterdelegierte. Allerdings hatte dieser in Köln wenig Erfolg, denn die Stadt untersagte ihm nach Abstimmung mit dem Erzbischof und der Stadt Dortmund seine Tätigkeit. Im Jahre 1428 war Broglin noch zwei Mal als markgräflicher Gesandter in Köln, um seinen Dienstherrn in einem Streit mit der Stadt Köln zu vertreten. 